# NGC 3834
NGC 3834 este o galaxie lenticulară situată în constelația Leul. A fost descoperită în 29 decembrie 1861 de către Heinrich Louis d'Arrest. Se află la o distanță de 99,52 de megaparseci de Pământ.